# قنبلة جوجل

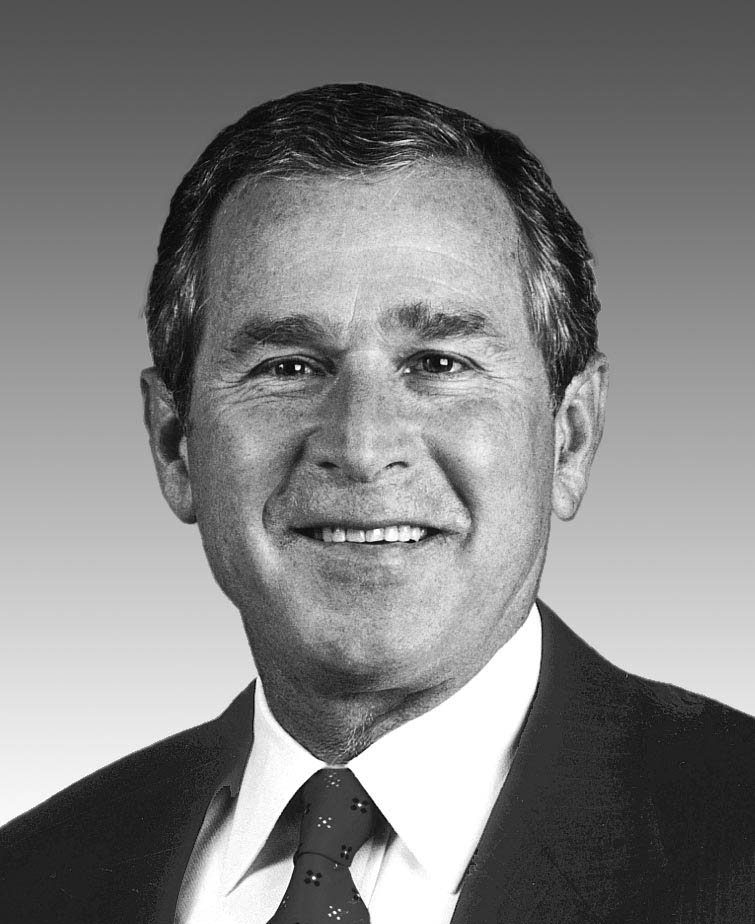

قنبلة جوجل (بالإنجليزية: Google Bomb)‏ مصطلح أنترنتي يدل على الممارسات التي يقوم بها بعض المواقع للتأثير على ترتيبات نتائج محرك بحث الجوجل لزيادة فرص زيارة المواقع عند البحث عنها على المحرك. ويستعمل هذا الأسلوب من أجل الفكاهة أو المنفعة التجارية أو لأسباب سياسية. ويعتبر هذا الأسلوب من أنواع الفهرسة المتعسفة للتضليل أو التأثير الغير شريف. كما يطلق على هذه الممارسة مصطلح «تغسيل جوجل» والذي يدل على أسلوب ابعاد المنافسة عن نتائج البحث.
تعود قنبلة جوجل إلى عام 1999، عندما بحث عن عبارة "more evil than Satan himself"«أكثر شرا من الشيطان نفسه».. ووضعت نتيجة البحث موقع مايكروسوفت بأنه النتيجة العليا. ومثل العديد من محركات البحث الأخرى، جوجل يزحف بانتظام في كامل الويب لمعرفة فقط ماذا يوجد في الفضاء الإلكتروني. وماهو الجديد.ولكن على عكس بعض محركات البحث الأخرى، جوجل لا يثق في ملخصات صفحات الويب وما تعنيه. بدلا من مجرد البحث عن الكلمات الرئيسية، جوجل أيضا يرتب أهمية الصفحة بعدد المواقع الأخرى التي تصل إليها والعبارات التي يستخدمها الموقع لوصف الارتباط. فصفحة يجدها الكثير من الناس مفيدة في موضوع معين سوف تكون في مرتبة. كما يصنف جوجل صفحات الويب الجديدة ويربط أعلى من المواقع القديمة والإحالات.

## روابط خارجية
- Google hit by link bombers